# Joseph Kleinhanns
Joseph Kleinhanns (ur. 24 września 1774 w Nauders, zm. 9 lipca 1853 tamże) – austriacki niewidomy rzeźbiarz.

## Życiorys
Syn piekarza. W wieku 5 lat stracił wzrok, prawdopodobnie wskutek ospy. Początkowo rzeźbił figurki zwierząt i zabawki. Mając lat 12, dzięki pomocy stolarza Johanna Brugga, wykonał rzeźbę Chrystusa w naturalnej wielkości. Po trzech latach odwiedził rzeźbiarza w Fendels, który powierzał mu modele do kopiowania. Mając 22 lata przebywał u rzeźbiarza Franza Nissla w Fügen (Zillertal), u którego uczył się kopiować figury świętych i popiersia.
Po powrocie do Nauders utrzymywał się dzięki swojemu talentowi rzeźbiarskiemu. Odkryto również jego uzdolnienia muzyczne, zwłaszcza do gry na organach. Po śmierci rodziców obudziła się w nim chęć podróżowania. Przewędrował Tyrol, Austrię, Bawarię i Szwajcarię, wykonując po drodze rozmaite rzeźby, w tym krucyfiks z mechanizmem poruszającym głowę Chrystusa. Ostatecznie wrócił do swej rodzinnej miejscowości, gdzie zmarł w wieku 79 lat.
Wiele z jego dzieł znalazło się w kościołach i klasztorach. Samych figur Chrystusa wykonał podobno ponad 400; ponadto statuy św. Karola Boromeusza dla biskupa Bressanone (we włoskim Tyrolu) i króla Dawida w mieście Chur (w Szwajcarii), figury Marii i Józefa w Tartsch (włoskie Tarces). Do najbardziej znanych jego dzieł zaliczano popiersia cesarza Franciszka Józefa oraz Andreasa Hofera.
Jego przypadek został opisany przez Schopenhauera w pracy Czworaki korzeń zasady racji dostatecznej.